# Monumento natural de la Cueva de los Naturalistas
La cueva de los Naturalistas o de Las Palomas es un tubo volcánico de grandes bóvedas situado en la isla de Lanzarote  en los términos municipales de Tinajo y San Bartolomé, formado durante las erupciones de Timanfaya en el siglo XVIII.

## Descripción
La cueva es un tubo volcánico de grandes dimensiones cuya entrada oeste, el jameo grande, está en el municipio de Tinajo y la entrada este, el jameo chico en el de San Bartolomé. La palabra "jameo" es de origen aborigen y se refiere a un agujero que se produce como consecuencia del hundimiento del techo de un tubo volcánico.
La orientación del tubo es NO-SE, tiene una longitud total de 1647 metros, sumadas las dos ramas o galerías, la rama principal que conecta los dos jameos y la galería ciega, también conocida como "el laberinto" que no tiene salida al exterior. En el interior de la cavidad se puede ver una amplia variedad de formas características de los tubos volcánicos:  estafilitos (los mejor conservados de Canarias), cornisas o terrazas de lava, columnas, etcétera. Además existen colapsos parciales del techo que dificultan el tránsito cómodo en algunos tramos.

## Formación
La fluidez de las coladas pahoehoe que circularon desde las bocas volcánicas de la erupción del volcán Timanfaya durante el periodo de cinco años y medio, desde el 1 de septiembre de 1730 y el 16 de abril de 1736, permitió la formación de este enorme tubo volcánico en la última parte de esta erupción. Inicialmente las coladas avanzaron desde el volcán de Las Nueces hacia la Vega de Guimón, la Vega de Masintafe y la de Candelaria formando un gran mar de lava que sepultó tres caseríos y una ermita en esta zona. En el extremo Este del mar de lava, las coladas se encauzaron por el barranco de Tomarén, avanzando hacia Mozaga, el Jable, Zonzamas, Tahiche y Arrecife. La diferente temperatura interior-exterior y la geografía encauzada formaron este río de lava interior que se quedó hueco al disminuir el flujo lávico.

## Protección
El tubo está protegido desde el año 1994 con la categoría de "Monumento Natural de la Cueva de los Naturalistas" y comprende 2,1 ha entre Tinajo y Tías, incluido en el Paisaje Protegido de La Geria.
Inicialmente la zona fue protegida por la Ley 12/1987, de 19 de junio, de Declaración de Espacios Naturales de Canarias como parque natural de La Geria y reclasificado por la Ley 12/1994, de 19 de diciembre, de Espacios Naturales de Canarias, como Monumento Natural de la Cueva de Los Naturalistas. Entre otras protecciones destacan la zona de especial protección para las aves, ZEPA de La Geria y el Lugar de Interés geológico (LIG29) englobado en Timanfaya.

## Conservación
El principal problema de conservación de la cueva es la inestabilidad del techo, que podría colapsar por causa de la carretera LZ 58 Masdache - El Peñón - La Vegueta que pasa por encima.